# 이순선
이순선(李順先, 1957년 5월 28일 ~ )은 대한민국의 정치인이다. 제40·41대 강원도 인제군수이다.

## 학력
- 1963 ~ 1969 인제초등학교 졸업
- 1969 ~ 1972 인제중학교 졸업
- 1972 ~ 1975 인제종합고등학교 졸업
- 2010 ~ 2012 한림성심대학교 정보통신네트워크 전문학사

## 경력
- 인제군청 비서실 실장
- 인제군청 민원봉사과 과장
- 인제군청 환경보호과 과장
- 인제군청 자치행정과 과장
- 인제군청 세무회계과 과장
- 1998.11 ~ 2011.09 : 인제군청 기획감사실 실장
- 2011.09 : 인제군 지방부이사관 명예퇴직
- (사)사슴생태복원운동본부 총무이사
- JCI-KOREA 인제 특우회원
- 2011.10 ~ 2018.06 : 인제군장학회 이사장
- 2011.10 ~ 2018.06 : 인제군문화재단 이사장
- 2011.10 ~ 2018.06 : 제40,41대 민선 5,6기 강원도 인제군수(재선, 새누리당)
- 2012 ~ 2014.08 : 접경지역시장군수협의회 부회장
- 2013.09 : 동국대학교 행정대학원 객원교수
- 2014.09 ~ 2016.06 : 접경지역시장군수협의회 회장

## 역대 선거 결과
|  | 43.20% |

|  | 50.66% |

|  | 41.68% |

|  | 46.99% |